# Homoneura tenuispina
Homoneura tenuispina is een vliegensoort uit de familie van de Lauxaniidae. De wetenschappelijke naam van de soort is voor het eerst geldig gepubliceerd in 1861 door Loew.